# Halecium planum
Halecium planum is een hydroïdpoliep uit de familie Haleciidae. De poliep komt uit het geslacht Halecium. Halecium planum werd in 1901 voor het eerst wetenschappelijk beschreven door Bonnevie. 